# Květen
Květen je podle gregoriánského kalendáře pátý měsíc v roce. Má 31 dní. Český název květen vytvořil filolog a překladatel Josef Jungmann v roce 1805, když překládal román Atala aneb láska dwau diwochů na paušti od francouzského spisovatele Chateaubrianda. V češtině se do té doby používal název máj, který jako jediné označení ze všech měsíců v roce nemělo slovanský původ. Nový název postupně z češtiny vytěsnil starý. V mnoha evropských jazycích je název měsíce (anglicky May, německy Mai, slovensky Máj) odvozen od latinského Maius, což bylo pojmenování podle mytologické bohyně Maia. 
V římském kalendáři byl květen do roku 154 př. n. l. třetím měsícem v roce. Měsíc květen začíná ve stejný den v týdnu jako leden příštího roku. Žádný jiný měsíc v běžném roce nezačíná stejným dnem v týdnu jako květen. Podle židovského kalendáře připadá březen obvykle na měsíce ijar a sivan.
Astrologicky je Slunce asi první dvě třetiny května ve znamení Býka a zbytek měsíce ve znamení Blíženců. V astronomických termínech začíná v souhvězdí Berana a končí v souhvězdí Býka.
Během května se na severní polokouli prodlužuje délka dne. Na území České republiky, přesněji na průsečíku 50. rovnoběžky a 15. poledníku, je první květnový den dlouhý okolo 14 hodin a 43 minut. Slunce vychází přibližně v 5.36 a zapadá ve 20.19 hodin středoevropského letního času. Poslední den v květnu je delší o hodinu a 19 minut. Slunce vychází okolo 4.57 a zapadá ve 20.59 hodin.
Podle meteorologických měření v pražském Klementinu byla od 18. století nejvyšší květnová teplota zaznamenána 29. května 2005 (32,8 °C) a nejnižší 6. května 1864 (-1,6 °C). Průměrné květnové teploty se v letech 1961–1990 pohybovaly od 12,5 do 16,8 °C. Z celého území České republiky byla nejvyšší teplota naměřena 29. května 2005 v Dobřichovicích u Prahy (35 °C) a nejnižší 4. května 2011 na Jizerce v Kořenově na Jablonecku (-13,1 °C). Nejvíce srážek za den spadlo 31. května 1940 v Starých Hamrech na Frýdeckomístecku (215,3 mm).
Teplotní průměr v květnových dnech naměřený v Klementinu v letech 1961–1990:

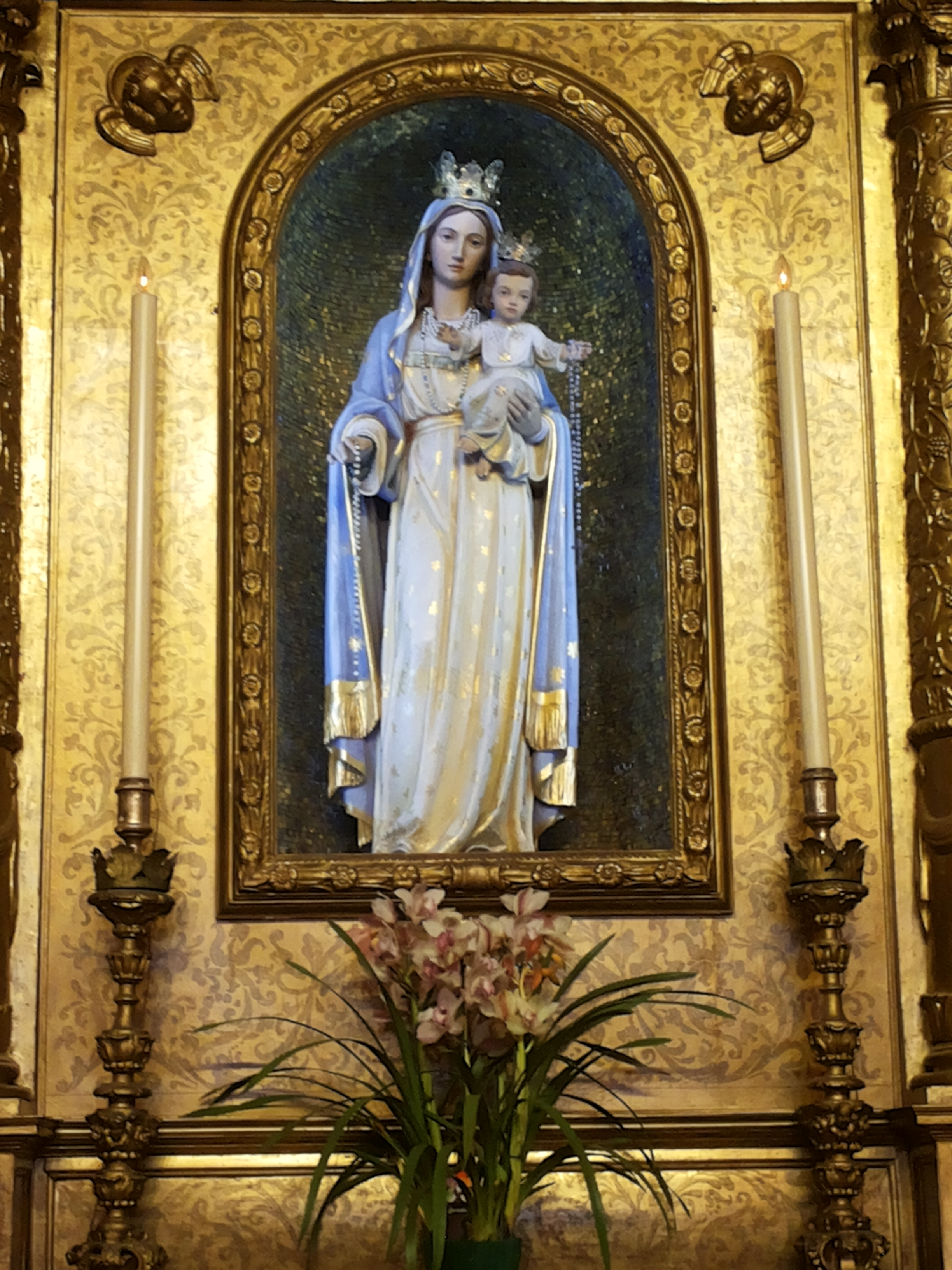
Květen je měsícem zasvěceným Panně Marii

V České republice se v květnu slaví dva svátky: Svátek práce (1. května) a Den vítězství (8. května). Kromě toho se připomínají dva významné dny: Květnové povstání českého lidu (5. května) a v rámci Mezinárodního dne rodiny také Den rodin (15. května).
Poslední dubnový či první květnový den se staví máje. První den se také v některých evropských zemích slaví jako svátek zamilovaných. O prvním máji jako času lásky psal v roce 1836 český básník Karel Hynek Mácha v básni Máj. Zamilované dvojice se v tento den schází u Máchova pomníku v Petřínských sadech v Praze. V římskokatolické církvi je květen spojen s májovými pobožnostmi a uctíváním Panny Marie. Druhou neděli v měsíci lidé slaví Den matek. Od slova máj je také odvozen název studentské oslavy příchodu máje – majáles. Květen je měsícem obětí komunismu a měsícem požární ochrany.
Podle května jsou pojmenovány některé události, které se v tomto měsíci odehrály. V Polsku 12. května 1926 provedl maršál Józef Piłsudski Květnový převrat. V květnu 1938 proběhla v Československu Květnová krize, když vláda vyhlásila 20. května mobilizaci z obav před vpádem německém armády. Dne 4. května 1941 se jugoslávští komunisté v Květnové poradě rozhodli zahájit boj proti německým okupantům. V Protektorátu Čechy a Morava na konci druhé světové války vypuklo 1. května 1945 Květnové povstání českého lidu.

## Pranostiky
- Mokrý máj – v stodole ráj
- Májová kapka platí za dukát.
- Májová voda vypije víno.
- Svatá Žofie políčka často zalije

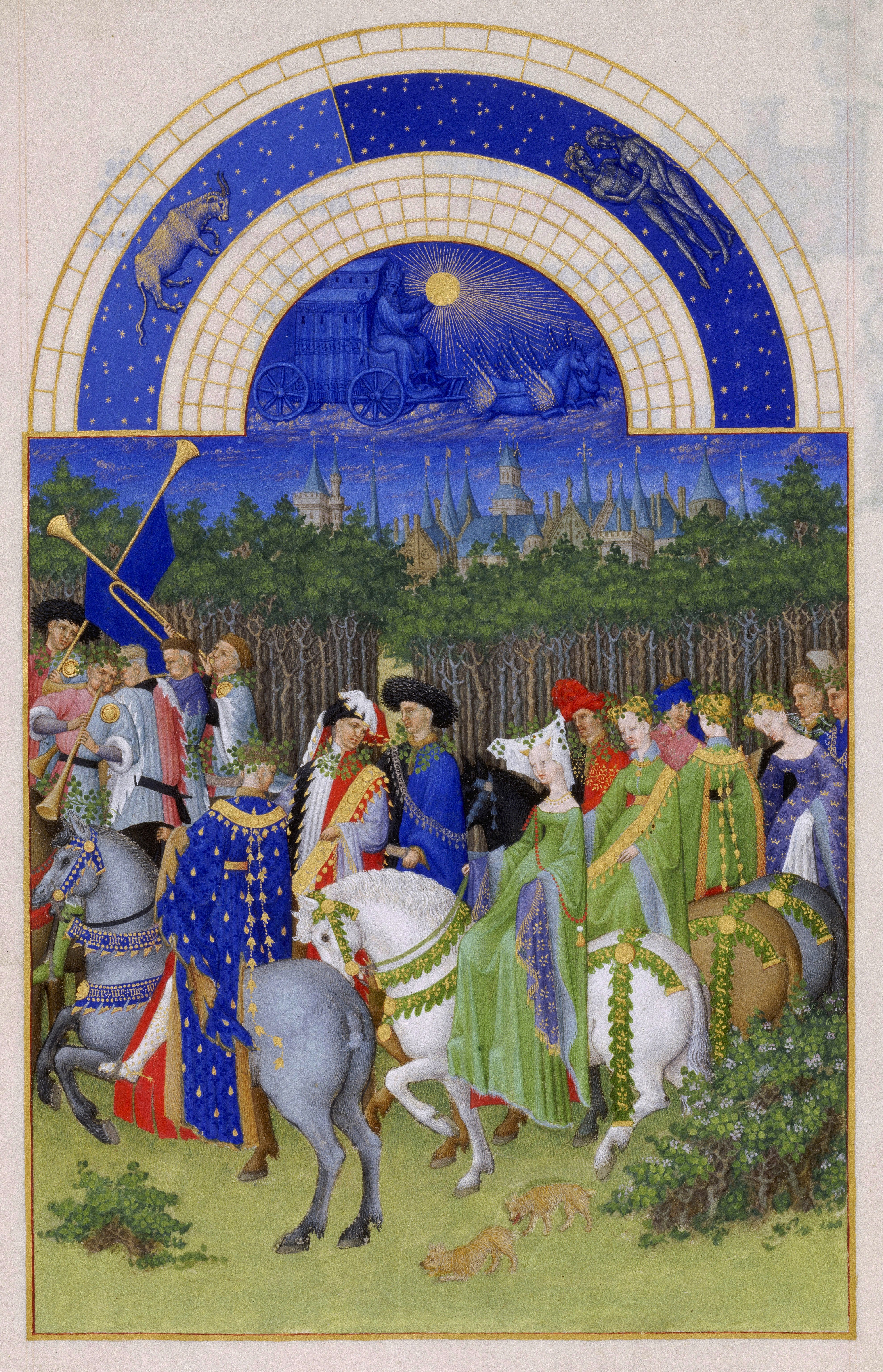
Květen (Přebohaté hodinky vévody z Berry)

- Na mokrý květen přichází suchý červen.
- Jestli v máji neprší, červen to dovrší.
- V květnu-li hrom se ozývá, v červnu zřídka mrholívá.
- Na Urbana pěkný, teplý den – bude suchý červenec i srpen.
- Vinná réva nedbá toho – bude míti vína mnoho.
- Déšť svatého Floriána je ohňová rána.
- Březen, za kamna vlezem, duben ještě tam budem, trnopuk z kamen fuk.